# Swiss Football League
La Swiss Football League (SFL), anciennement Ligue nationale ou LN, est une association sportive regroupant les équipes professionnelles qui gère les compétitions nationales professionnelles de l’élite masculine de football en Suisse. Elle est l'une des trois sections de l'ASF avec la Première Ligue de football et la Ligue Amateur de football. 
La SFL est créée en 1933 bien que le premier championnat de Suisse ait lieu en 1897.

## Histoire
La Ligue Nationale (NL) a été fondée un week-end de l’an 1933, très exactement les 15 et 16 juillet, à Vevey. La LN devenait l’une des trois sections autonomes de l’Association Suisse de Football (ASF). Sous l’égide de la LN furent disputés 70 championnats de Suisse – dès 1944, il existait également une Ligue Nationale B (LNB). En juin 2003, il fut décidé le changement d’appellation en Swiss Football League (SFL). La SFL restait cependant la 3e section de l’ASF, en compagnie de la Première Ligue et de la Ligue Amateur. La SFL est responsable de l’organisation de la compétition dans les deux ligues professionnelles existantes en Suisse, soit la Raiffeisen Super League (ex-LNA) et la Challenge League (ex-LNB).

## Fonctionnement
La ligue est composée de 2 divisions: la Super League (1re division) et la Challenge League (2e division). Il y a 10 équipes dans chacune des divisions. Les équipes s'affrontent deux fois en matches aller-retour, soit 36 matches de saison régulière. À l'issue de cette saison régulière, sous réserve de l'attribution des licences de jeu adéquates:
- Les clubs arrivant aux premières places (selon Classement UEFA) se qualifient pour les différentes coupe d'Europe.
- le dernier de Super League est relégué en Challenge League.
- le vainqueur de Challenge League est promu en Super League.
- le dernier de Challenge League est relégué en Promotion League.
- Le vainqueur de la Promotion League est promu en Challengue League.

### Octroi des licences
- La procédure de l'octroi des licences
- Documents et réglements
- Organes